# Peoples Football Stadium
Peoples Football Stadium – wielofunkcyjny stadion znajdujący się w Pakistanie, w mieście Karaczi. Na tym stadionie swoje mecze rozgrywają drużyny piłkarskie, m.in. HBL F.C. oraz reprezentacja Pakistanu w piłce nożnej, a także odbywają się tam zawody lekkoatletyczne. Stadion może pomieścić 40 000 widzów.